# Heleanna melanomochla
Heleanna melanomochla är en fjärilsart som beskrevs av Edward Meyrick 1936. Heleanna melanomochla ingår i släktet Heleanna och familjen vecklare. Inga underarter finns listade i Catalogue of Life.